# Теракт в Кермане
Теракт в Кермане — серия из двух взрывов в городе Керман, произошедших в среду 3 января 2024 года на городском кладбище во время церемонии по случаю годовщины убийства Касема Сулеймани. Жертвами стали не менее 94 человек. Иранское правительство объявило взрывы терактом. Ответственность за взрывы взяло на себя афганское отделение «Исламского государства».

## Предыстория
Генерал Касем Сулеймани был убит 3 января 2020 года в Ираке в результате удара американского беспилотника. Сулеймани был командующим силами «Аль-Кудс» Корпуса стражей исламской революции (КСИР). Сулеймани имел значительное влияние в Иране, считаясь второй по влиятельности фигурой в стране после верховного лидера аятоллы Али Хаменеи. В качестве лидера подразделения «Аль-Кудс», подразделения КСИР по зарубежным операциям, он сыграл ключевую роль в формировании иранской политики в регионе. Сулеймани отвечал за надзор за секретными миссиями и предоставление руководства, финансирования, оружия, разведданных и материально-технической поддержки союзным правительствам и вооруженным группировкам, включая ХАМАС и Хезболлу.
Теракт 2024 года произошёл на фоне усиления напряженности на Ближнем Востоке после войны между Израилем и ХАМАСом в 2023 году и сопутствующих конфликтов. За день до взрывов в результате удара израильского беспилотника в Ливане был убит заместитель лидера ХАМАСа Салех аль-Арури, за неделю до этого израильский авиаудар убил иранского генерала Сайеда Рази Мусави в Сирии.
По сообщениям информагентств, спецслужбы США предупреждали власти Ирана о планируемом «Вилаят Хорасан» теракте, за несколько недель до него.

## Взрывы
Два взрыва прогремели во время шествия процессии, направлявшейся к могиле Сулеймани на кладбище Гользар Шохада, у мечети Сахиб аз-Заман, в день четвёртой годовщины его смерти. Первый взрыв произошёл в 700 метрах от могилы Солеймани возле автостоянки, а второй — в километре от неё на улице Шохада, куда бежали участники процессии после первого взрыва. Взрывы произошли с интервалом 10—15 минут. По сообщениям иранских СМИ, теракт был совершён с помощью двух бомб в сумках, заложенных у входа на кладбище. Взрывчатка была приведена в действие дистанционно. Некоторые свидетели отмечали, что одна из бомб была помещена в мусорный бак. Заместитель губернатора провинции Керман заявил, что произошедшее было террористическим актом.
3 января сообщалось о том, что по меньшей мере 211 человек погибли и ещё не менее 171 получили ранения, включая трёх парамедиков, которые прибыли на место первого взрыва и попали под второй взрыв. Большинство погибших, согласно утверждениям СМИ, были убиты в результате второго взрыва. Несколько раненых были затоптаны в панике, последовавшей за взрывами.
По уточнённой информации на 4 января погибли как минимум 84 человека, более 284 ранены.
По данным Рамблера на 5 января, в ходе теракта погибли 103 человека, 12 из которых — дети младше 15 лет. Ранения получили 284 человека.
По официальным данным из Ирана на 5 января, в ходе теракта погибли 89 человек.
Как сообщил Вахиди, благодаря разведке удалось задержать ряд лиц, причастных к терактам. Глава МВД подчеркнул, что информация о подозреваемых будет объявлена позднее службами безопасности.
По состоянию на 6 января, по официальным данным из Ирана, число погибших возросло до 91 человека. К 11 января,  число погибших возросло до 94 человек.

## Реакция
Ряд иранских чиновников обвинил в теракте Израиль.
Госдепартамент США заявил, что у него нет причин считать Израиль причастным к теракту и отверг предположения о причастности США. Сам Израиль отказался от комментариев, но, по данным издания The Wall Street Journal, сообщил своим союзникам, что не имеет отношения к взрывам.
Некоторые опрошенные СМИ американские и европейские чиновники и аналитики заявили, что взрывы в Кермане похожи на террористические атаки, устраиваемые членами ИГ.
4 января ИГ выпустило заявление, в котором взяло на себя ответственность за теракт. Из текста заявления следует, что атаку совершили два смертника — Умар Муваххид и Сейфуллах Муджахид, вооружённые поясами со взрывчаткой. Общее количество убитых и раненых, по словам террористов, составило свыше 300 человек. Также принадлежащее ИГ агентство Амак опубликовало некоторые подробности теракта — сначала первый смертник привёл в действие свой пояс среди посетителей могилы Кассема Сулеймани (в тексте указывается на его причастность к убийству суннитов в Ираке и Сирии), второй же смертник атаковал 20 минут спустя толпу, собравшуюся на месте первого взрыва. Террористы заявляют, что атака в Кермане серьёзно подорвала репутацию правительства Ирана в сфере установления безопасности и наносит удар по иранскому проекту, который разные фракции продвигают в регионе Ближнего Востока.
4 января 2024 года в стране был день траура.
5 января в Иране были арестованы 11 подозреваемых в подготовке теракта.